# Скляр Володимир Васильович
Володи́мир Васи́льович Скля́р — полковник Збройних сил України.
Станом на серпень 2014 року — командир військової частини забезпечення А-1352, Балаклія.

## Нагороди
31 жовтня 2014 року за особисту мужність і героїзм, виявлені у захисті державного суверенітету та територіальної цілісності України, вірність військовій присязі під час російсько-української війни, відзначений — нагороджений орденом Богдана Хмельницького III ступеня.